# Douglas B-23

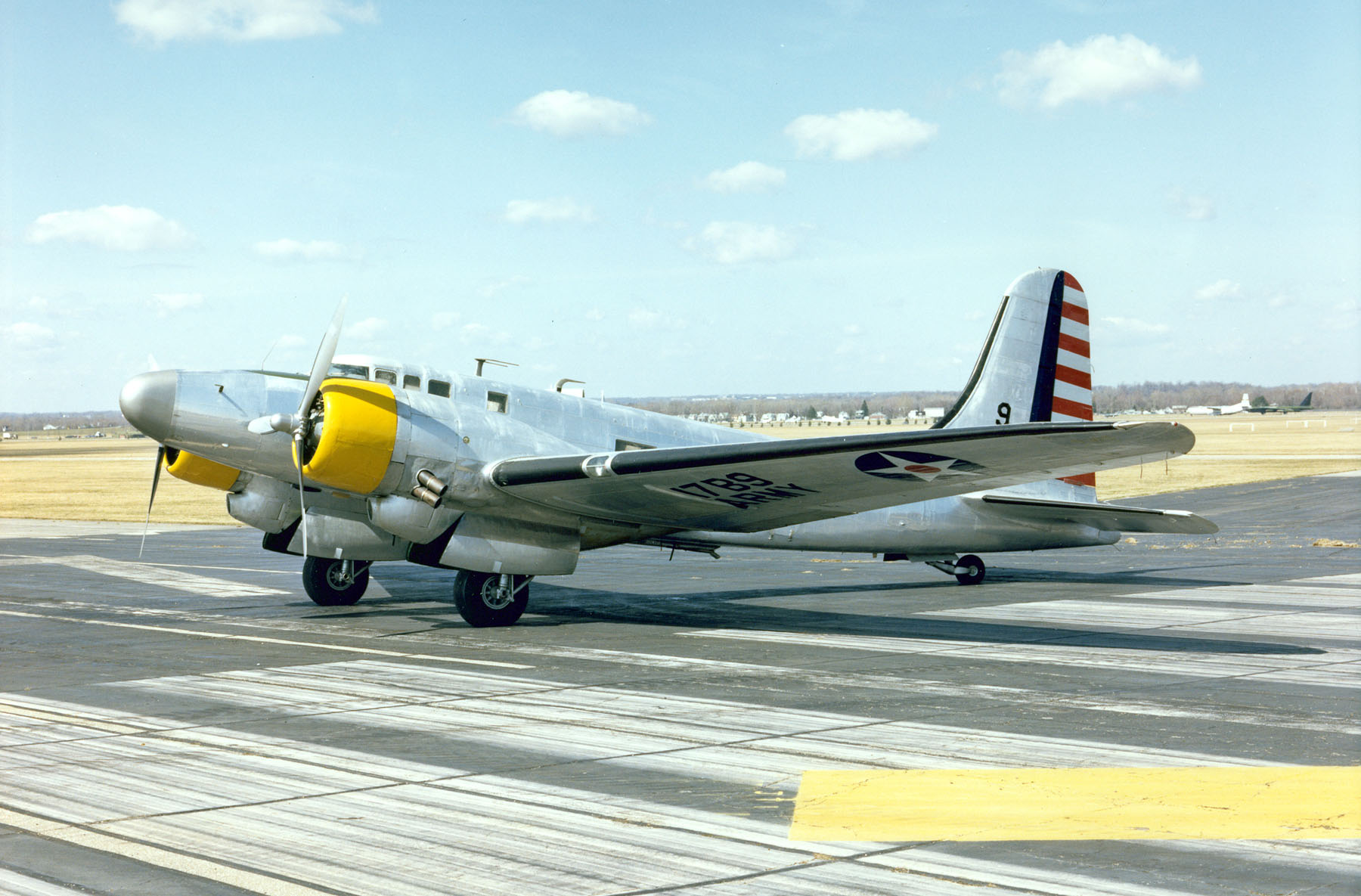
B-23 des National Museum of the USAF

Die B-23 Dragon war ein zweimotoriger Bomber der amerikanischen Douglas Aircraft Company von 1939.

## Entwicklung
Sie sollte der Nachfolger der Douglas B-18 „Bolo“ werden. Die Konstruktion ähnelte sehr stark der Douglas DC-3. Sie war der erste Bomber, der ein 12,7-mm-Maschinengewehr im Heck besaß.
Der Erstflug erfolgte am 27. Juli 1939. Obwohl sie erheblich besser als die Douglas B-18 „Bolo“ war, konnte sie nicht die Leistung einer B-25 „Mitchell“ oder B-26 „Marauder“ erreichen. Aus diesem Grund wurden nur 38 B-23 gebaut und niemals im Kampfeinsatz verwendet.
Die Flugzeuge wurden zu Trainings- und Transportmaschinen umgebaut und dann als UC-67 bezeichnet. Eine UC-67 wurde für das USAF-Museum wieder in eine B-23 zurückgebaut.
Teile der Heckleitwerks-Konstruktion wurden später für die B-24 Liberator und die USN-Version PB4Y Privateer übernommen.
Nach dem Krieg wurde eine Reihe von UC-67 zu zwölfsitzigen Passagierflugzeugen für die Fluggesellschaft Pan Am umgebaut.

## Erhalt
Eines der zum Passagierflugzeug umgebauten Flugzeuge flog später in Ecuador mit dem Kennzeichen HC-APV bei der Ecuatoriana. Dieses Flugzeug ist im Museum der ecuadorianischen Luftwaffe in Quito ausgestellt.
Diverse weitere Flugzeuge sind in Museen in den USA erhalten. Eines der Flugzeuge wurde 2002 im zivilen Register der USA eingetragen und flog nach seiner Restaurierung mindestens im Jahr 2017.

## Technische Daten
| Kenngröße             | Daten                                                                                  |
| --------------------- | -------------------------------------------------------------------------------------- |
| Länge                 | 17,8 m                                                                                 |
| Flügelspannweite      | 28 m                                                                                   |
| Tragflügelfläche      | 92,3 m²                                                                                |
| Höhe                  | 5,6 m                                                                                  |
| Antrieb               | zwei 14-Zylinder-Doppelsternmotoren Wright R-2600-3 Cyclone mit je 1.600 PS (1.194 kW) |
| Höchstgeschwindigkeit | 451 km/h                                                                               |
| Reichweite            | 2.250 km                                                                               |
| Besatzung             | 6                                                                                      |
| Dienstgipfelhöhe:     | 9.632 m                                                                                |
| Leermasse             | 8.677 kg                                                                               |
| norm. Startmasse      | 12.045 kg                                                                              |
| max. Startmasse       | 14.727 kg                                                                              |
| Bewaffnung            | 3 × 7,7-mm-MG, 1 × 12,7-mm-MG, 1.818 kg Bomben                                         |